# Mujeres Libres
Mujeres Libres (en català, Dones Lliures) va ser una organització anarcosindicalista formada per dones que va existir a Espanya d'abril de 1936 a febrer de 1939, durant la Guerra Civil espanyola, i fou especialment important durant la revolució social espanyola de 1936. Va constituir una de les organitzacions clàssiques del moviment llibertari espanyol, junt amb la CNT, la FAI i les Joventuts Anarquistes. Va ser la primera posada a la pràctica de l'anarcofeminisme.

## Història
La CNT proposava als seus orígens la igualtat entre homes i dones, però així i tot algunes de les dones que hi militaven van pensar que calia una organització específica per a poder desenvolupar plenament la seva lluita política específica com a dones, cosa que va donar com a fruit la creació de grups organitzats per a tal fi. L'any 1934 van crear a Barcelona el Grupo Cultural Femenino, que amb el grup de redactores de la revista Mujeres Libres, de Madrid, van formar el que seria l'embrió de la futura organització. Les fundadores foren Lucía Sánchez Saornil, Mercè Comaposada i Guillén i Amparo Poch y Gascón. La gran lluita va començar el 19 de juliol de 1936 quan va esclatar la revolució a Barcelona. Sara Berenguer, als 17 anys, es va implicar totalment en la revolució per vèncer a Franco, es va unir de manera espontània; tal com ho van fer els primers grups de dones que més tard donen lloc a la Federació Internacional de Dones Lliures. Les pioneres principals van ser Teresa Claramunt que creia que les dones havien d'organitzar-se de forma autònoma i crear organitzacions on la lluita de la dona fos la clau.
També trobem a Teresa Mañé que plantejava que les organitzacions de caràcter general incorporessin el tema de la dona.Teresa Claramunt i Teresa Mañé estaven recolzades per moltíssimes dones que tenien condicions de treball molt dolentes i que, en acabar les seves jornades laborals estaven obligades a exercir com a mares, filles, i dones; tot això va ser un dels motius culminants, ja que no podien més amb tota aquesta situació perquè patien una subordinació de classe i gènere. Ens trobem en un moment que ser una dona suposava estar discriminada pels homes i estar disposada a suportar actituds i comentaris masclistes com per exemple: quan alguna dona anava a una reunió política o sindical i demanava el torn de paraula els seus propis companys li deien, -¡A FREGAR PLATOS! .Aquestes dones van ser ignorades durant anys fins i tot pels seus propis companys pel simple fet que elles volien fugir de la ignorància i ser dones lliures. Els grups van començar a fusionar-se i d'altres dones s'inscrivien de manera independent, formant una federació que s'estima que en octubre de 1938 tenia més de 20.000 integrants.
Va ser en aquest any quan Durruti va prohibir a les anarquistes a lluitar als fronts, proposant-les tasques alternatives com fer d'infermeres, cuineres o costureres; ja que, segons ell, per culpa d'elles "hi ha més baixes a l'hospital per malalties venèries que per ferides de bala". Llavors el nombre d'afiliades va disminuir ràpidament fins a la seva desaparició. Cal remarcar la contradicció que va suposar la decisió de Durruti amb el paper dels anarquistes i de la CNT al començament de la Guerra Civil espanyola, i en especial de la formació Mujeres Libres, pioner pel que fa a la defensa de les tesis feministes.
Durant la transició espanyola després de la dictadura franquista, als anys 70, es van formar de nou alguns grups de dones, alguns dels quals encara existeixen en l'actualitat, amb l'objectiu de restablir Mujeres Libres, però al final aquesta organització no va arribar a renéixer.

## Revolució feminista
L'Espanya dels primers anys trenta, al segle xx, estava constituïda per una part de la societat molt conservadora però, alhora, també per un grup d'homes i dones dels més avançats del món a l'època quant al feminisme. L'any 1933 les dones van votar per primera vegada a les eleccions generals, molt abans que en altres països d'Europa. L'any 1936, les dones de Mujeres Libres van sortir al carrer, algunes es mostren a les fotografies en vestits lleugers d'estiu i altres en pantalons, un cop de modernitat en aquells temps.
A més, l'emancipació de la dona arribava a la classe obrera. Les dones de classes altes sempre han estat protegides pel seu estatus, i disposen de temps per a fer altres tasques perquè tenen empleades o esclaves que els fan les suposades activitats relegades a la dona: ocupar-se dels malalts, dels vells, dels infants, netejar, cuinar, planxar, etc. Per a les dones de classe treballadora i camperola això era més difícil. Així i tot, Mujeres Libres estava format també per aprenents, criades, costureres, operadores de fàbrica, pageses, prostitutes del Raval, etc. que van deixar les seves llars per prendre fusells i servir a les barricades, a la distribució logística i a la informació entre altres coses. Algunes eren molt joves, gairebé adolescents, de, per exemple, disset anys.
Això xoca amb la reacció d'alguns dels seus vells companys de la CNT, a l'estrena de la pel·lícula Libertarias, d'Aranda, en juliol de 1996 a Tolosa de Llenguadoc, amb motiu del congrés anual de la confederació. La cinta, que mostra algunes d'aquestes dones durant la guerra civil, moment que el director va viure a Barcelona, quan era nen, va ser rebuda amb crits per part dels homes queixant-se que "les dones mai no han estat al front" i que "com Durruti deia, el lloc de les dones era a casa seva, a les seves cuines i cuidant els seus fills".

## Influència a la cultura
L'any 1996, Vicente Aranda va dirigir la pel·lícula Libertarias, sobre dones militants de Mujeres Libres, protagonitzada per Ana Belén, Victoria Abril i Ariadna Gil entre d'altres. A la pel·lícula Land and Freedom de l'anglès Ken Loach, també es mostra el moment en què les milicianes són convidades a abandonar els fronts i la reacció d'elles i dels seus companys.